# Малиновка (Сєверний район, Оренбурзька область)
Мали́новка (рос. Малиновка) — селище у складі Сєверного району Оренбурзької області, Росія.

## Населення
Населення — 44 особи (2010; 74 у 2002).
Національний склад (станом на 2002 рік):
- мордва — 71 %